# メルディア
株式会社メルディア（MELDIA CO.,LTD.）は、東京都新宿区に本社を置く、オープンハウスグループ傘下の住宅メーカーである。「同じ家は、つくらない。」というコーポレートメッセージのもと、分譲住宅であるにもかかわらず、デザイン・設計にこだわった住宅を提供している。

## 概要
1993年（平成5年）9月29日、東京都杉並区で有限会社三栄コーポレーションとして創業。「同じ家はつくらない」を理念に、公共の芸術性と個人の生活空間をプロデュースするという企業理念に基づき、1棟ずつデザイン・設計した住宅販売を進めて業容を拡大。現在は、分譲住宅の生産・販売を主力事業として、注文住宅の請負、保有物件の賃貸、分譲マンション事業、投資用アパート事業などを行う。
2022年9月12日、同社発注の解体工事の代金の一部約190万円が暴力団関係者に流出したとして、会社法違反（特別背任）容疑で警視庁の家宅捜索を受けた。これを受けて小池信三社長は同年11月1日に社長を辞任した。東京都公安委員会は2023年6月20日、東京都暴力団排除条例に基づいて利益供与をやめるよう勧告した。小池学社長と吉野満副社長も同日付で辞任し、新社長には千葉理恵が就任した。これにより、三栄建築設計の経営は不安定化した。
2023年8月15日、第三者委員会が調査報告書を公表。調査報告書では、小池信三元社長が暴力団組長から紹介された業者への解体工事を指示し、工事代金の一部が組長側に渡ると認識していたと認定した。東京証券取引所は同年8月28日、宣誓書において宣誓した事項に違反したとして、上場契約違約金の徴求を行った。
三栄建築設計は、小池信三元社長が保有する株式の処分を求めていたが、オープンハウスグループは2023年8月16日、三栄建築設計を株式公開買付け（TOB）により完全子会社化する事を発表。同年9月28日にオープンハウスグループによるTOBが成立。三栄建築設計は、同年10月5日付でオープンハウスグループの子会社となったと同時に、メルディアDCなどの子会社もオープンハウスグループの孫会社となった。
2023年10月10日付でオープンハウスグループ常務執行役員を務めている菊池健太が執行役員副社長に就任した。三栄建築設計は同年11月1日付で上場廃止となり、同年11月6日付で株式売渡請求によりオープンハウスグループの完全子会社となった。同年11月7日付でオープンハウスグループから役員が送り込まれ、菊池は同日付で代表取締役社長に就任した他、千葉は取締役副社長になった。
オープンハウスグループ傘下となった三栄建築設計は、小池信三元社長の影響力を排除した上で経営の立て直しを図る。
2024年3月1日付で株式会社三栄建築設計から株式会社メルディア（MELDIA CO.,LTD．）への商号変更が決議され、同日に商号変更を実施した。

## 沿革
- 1993年（平成5年）9月 - 有限会社三栄コーポレーションとして設立。
- 1994年（平成6年）8月 - 有限会社三栄建築設計に商号を変更。
- 1996年（平成8年）12月 - 株式会社に組織変更。
- 2006年（平成18年）9月 - 名証セントレックスに株式を上場。
- 2009年（平成21年）3月 - 注文住宅・請負受注を目的とし、住宅営業課（現・住宅営業部）を新設。
- 2011年（平成23年）8月 - 東京証券取引所市場第二部に株式を上場と同時に、名古屋証券取引所市場二部に指定替え。
- 2012年（平成24年）
  - 1月 - Jリーグ「横浜F・マリノス」とのスポンサー契約締結。2016年（平成28年）1月まで継続。
  - 8月6日 - 東京証券取引所市場第一部および名古屋証券取引所市場第一部に指定替え[17]。
  - 9月 - 本社及び、東京支店の一部の部署の事業所在地を変更。（東京都杉並区上荻1-2-1 インテグラルタワー 4B）
  - 10月 - 100%子会社の株式会社三建アーキテクト（連結子会社）設立。
- 2013年（平成25年）5月 - 株式会社シード（現・メルディアDC）を連結子会社化。
- 2014年（平成26年）11月 - アメリカ合衆国カリフォルニア州にロサンゼルス営業所を開設。
- 2015年（平成27年）
  - 1月 - 100%子会社の大工育成会社・株式会社三栄クラフター（非連結子会社）設立。
  - 6月 - 100%子会社の株式会社三栄リビングパートナー設立。同年9月より連結対象。
  - 9月 - 100%子会社のアンズ・デザイン・ワークス株式会社（非連結子会社）設立。
- 2016年（平成28年）
  - 2月 - 株式会社湘南ベルマーレの株式を取得、筆頭株主（33.356%）となる。また同時にオフィシャルクラブパートナーとなる。
  - 9月 - 株式会社プレサンスコーポレーションと共同出資により、株式会社プロスエーレを設立（出資比率50％）
  - 10月 - グループ名称を「三栄建築設計グループ」から「MELDIA GROUP（メルディアグループ）」へ変更。
  - 12月 - 本社事業所在地を変更。（東京都新宿区西新宿1-25-1 新宿センタービル32階）
- 2017年（平成29年）
  - 1月 - 100%子会社のサン住宅品質検査株式会社（非連結子会社）設立。
  - 3月 - 海外子会社（特定子会社）のMeldia Investment Realty of America, Inc．をアメリカ合衆国カリフォルニア州に設立。
- 2018年（平成30年）
  - 4月 ‐ 湘南ベルマーレの運営に携わる株式会社メルディアRIZAP湘南スポーツパートナーズをRIZAPグループと設立。
  - 7月 ‐ ホテル事業へ本格参入することを目的に、メルディアホテルズ・マネジメント株式会社を設立。
  - 8月 ‐ 100％子会社である三建アーキテクトの事業内容を投資用不動産売買へと変更し、社名を株式会社MAIへと変更。100％子会社である三栄リビングパートナーの社名を株式会社メルディアリアルティへと変更。
  - 10月 - 東京都杉並区天沼にホテルメルディア荻窪を開業。100％子会社である株式会社メルディア・マーケティング・プロモーション（連結子会社）を設立。
- 2019年（平成31年/令和元年）
  - 5月 - 大阪府大阪市西区江戸堀にホテルメルディア大阪肥後橋を開業。
  - 9月 - 100％子会社MELDIA ARCHITECT VIETNAM CO.,LTD（連結子会社）をベトナム・ホーチミン市に設立、事業開始。
- 2020年（令和2年）
  - 1月 - 北九州市立大学との産学連携による「メルディア高機能木材研究所」竣工。
  - 12月 - 名古屋証券取引所市場第一部上場廃止[18]。
- 2021年（令和3年）4月 - 一般社団法人日本木造分譲住宅協会を設立。
- 2023年（令和5年）
  - 10月5日 - 株式公開買付けによりオープンハウスグループの子会社となる。
  - 11月1日 - 東京証券取引所プライム市場上場廃止[13]。
  - 11月6日 - 株式売渡請求によりオープンハウスグループの完全子会社となる。
- 2024年（令和6年）3月1日 - 株式会社メルディアに商号を変更。

## 主要なグループ会社

### 国内
- 株式会社メルディアリアルティ
- 株式会社MAI
- メルディアホテルズ・マネジメント株式会社
- 株式会社永大ホールディングス

### 米国
- MELDIA Investment Realty of America, inc.
- Alpha Construction Co. Inc.

## スポーツとの関連
2012年（平成24年）には横浜F・マリノスとユニフォームスポンサー契約を結び、2016年（平成28年）1月まで継続した。
同年1月には湘南ベルマーレの第三者割当増資を引き受けて同社に資本参加、合弁会社設立による球団運営権の獲得を決定するとともに、ユニフォームスポンサー契約についても2022年（令和4年）シーズンまで務めた。その後2024年シーズンに胸スポンサーに復帰するも、当シーズンを以て、パートナーシップが2024年12月31日で終了となった。
2015年（平成27年）からは、株式会社スポーツワンが運営する「企業対抗駅伝」のメインスポンサーになっている。